# Vila de Frades
Vila de Frades ist eine Gemeinde im Alentejo (Portugal) im Kreis von Vidigueira mit 25,6 km² Fläche und einer Bevölkerung von 799 Einwohnern (Stand 19. April 2021). Die Bevölkerungsdichte beträgt 31,2 Einwohner pro km².
Vila de Frades war unabhängige Kreisstadt bis 1854 und hatte 1849 schon 2.877 Einwohner. Danach wurde Vila de Frades dem Landkreis von Vidigueira zugeordnet. Der portugiesische Schriftsteller Fialho de Almeida wurde in Vila de Frades geboren, und im Jahre 2007 feierte man seinen 150. Geburtstag.

## Bauwerke

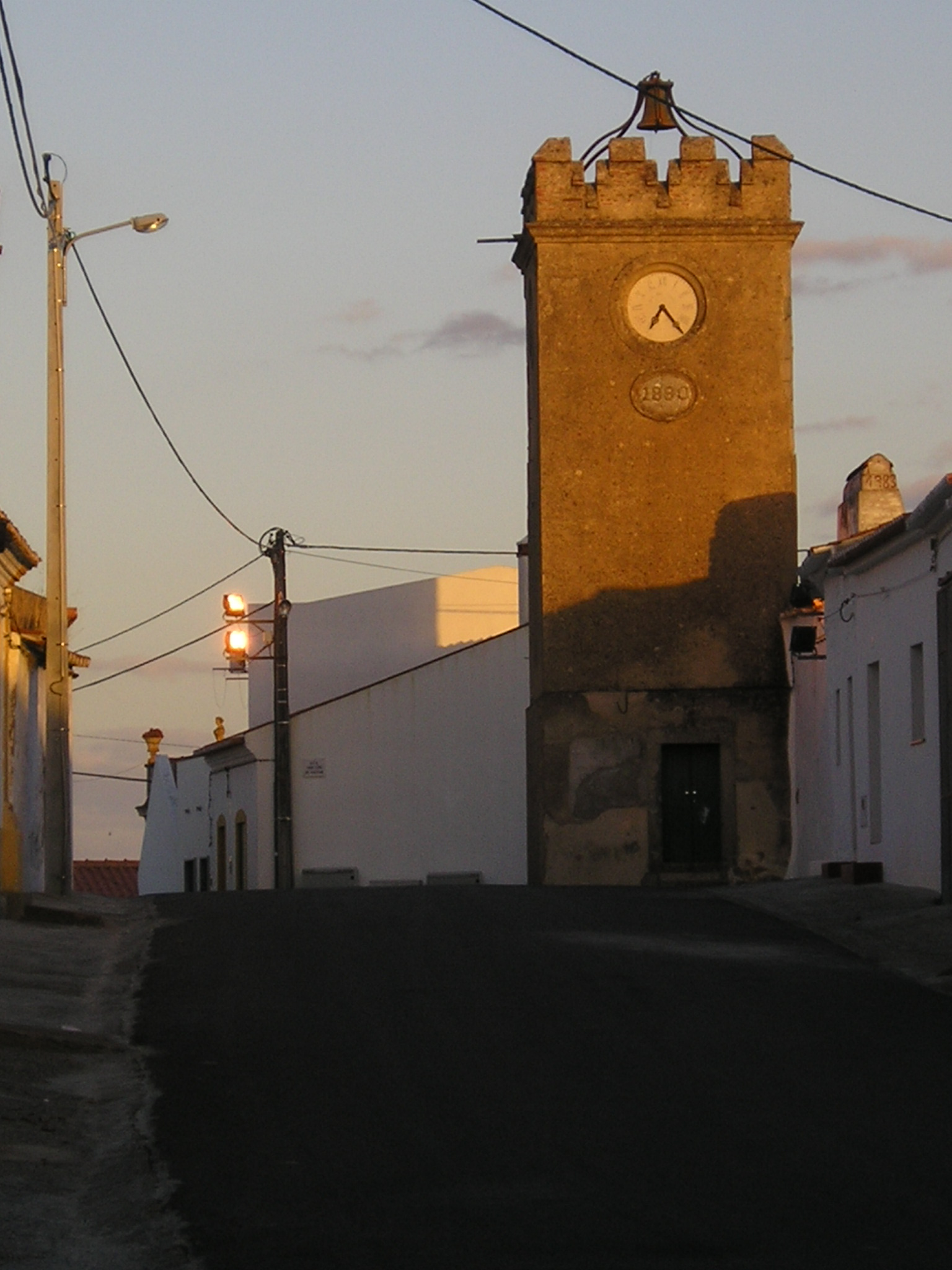
Torre do Relógio

- Ruinen und Ausgrabungsstätte der römischen Siedlung von São Cucufate, wo später das Kloster von São Cucufate untergebracht war
- Kapelle von São Brás (Vila de Frades)|Capela de São Brás
- Kloster von Nossa Senhora da Assunção
- Hauptkirche von Vila de Frades
- Uhrenturm von Vila de Frades (Torre do Relógio) von 1890, welcher in der Rua Luis de Camões steht; die Pendeluhr funktioniert noch heute
- Museum von Casa do Arco

## Söhne und Töchter der Stadt
- José Valentim Fialho de Almeida (1857–1911), Schriftsteller und Journalist